# Chrysoctenis cinneretharia
Chrysoctenis cinneretharia är en fjärilsart som beskrevs av Hans Georg Amsel 1935. Chrysoctenis cinneretharia ingår i släktet Chrysoctenis och familjen mätare. Inga underarter finns listade i Catalogue of Life.